# Hellen Grant
Hellen Grant (Villa Berthet, Chaco, Argentina; 13 de abril) es una actriz, exvedette y cantante argentina de vasta trayectoria artística de la década de 1960 y década de 1970.

## Carrera
La actriz nacida en la localidad de Villa Berthet, provincia de Chaco, se inició desde muy chica en los escenarios revisteriles, primero como bailarina y luego como segunda vedette, cuando en ese momento descollaban figuras de otras grandes vedettes como las hermanas Norma y Mimí Pons, Ethel y Gogó Rojo, Zulma Faiad, Nélida Lobato, Egle Martin, Susana Brunetti,  entre otras.
Hizo sus estudios en la Universidad de Sofía. Pasó por los más importantes teatros de la época como el Maipo, El Nacional, el Teatro Comedia y el Teatro Ópera de Buenos Aires, junto a capocómicos de gran renombre como Adolfo Stray, Juan Verdaguer, Dringue Farías, Alfredo Barbieri y Vicente Rubino. 
En cine debuta en 1965 con el film Orden de matar  en el rol de una streptease junto a Jorge Salcedo, Nelly Meden, José María Langlais y Graciela Borges. Sin embargo se hizo más conocida por sus participaciones en las comedias encabezadas por Jorge Porcel y Alberto Olmedo como Custodio de señoras (1979), 'A los cirujanos se les va la mano (1980) y Las mujeres son cosa de guapos (1981). Se despide de la pantalla grande en 1985 con La muerte blanca con Federico Luppi, en el papel de Pía.

## Filmografía
- 1985: El telo y la tele
- 1985: La muerte blanca.
- 1983: Los magos del reino perdido.
- 1981: Las mujeres son cosa de guapos.
- 1980: A los cirujanos se les va la mano.

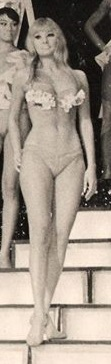
Hellen Grant en el Teatro Nacional.

- 1979: Custodio de señoras.
- 1967: La cigarra está que arde.
- 1967: Villa Cariño.
- 1965: Orden de matar.[4]

## Teatro
- 1978: Los reyes del Tabarís, en el Teatro Tabarís, con Adolfo Stray, Dringue Farías, Alfredo Barbieri, Adriana Aguirre, Vicente Rubino, Roberto García Ramos, Lía Crucet y Rodolfo Zapata.
- 1970: Te espero en el Nacional, con Nélida Roca, Adolfo Stray, Gogó Andreu, Alfredo Barbieri, Pete Martin, Thelma Tixou y Los Bombos Tehuelches.
- 1970:Mata Hari, la espía que nunca espió, creación de Álvaro Custodio, con música de Alicia Urreta.
- 1967: El Mundo Quiere Reír en el Teatro El Nacional, dirigida por Carlos A. Petit, con Adolfo Stray, Nélida Roca, Alfredo Barbieri, Juan Verdaguer, Susana Brunetti, Roberto García Ramos y Los Arribeños.
- 1967: Contrastes en la pasarela, en el Teatro El Nacional, con  Adolfo Stray, Zulma Faiad, Roberto García Ramos, Susana Brunetti y Joe Rigoli.
- 1967: El tren de la alegría, estrenado en el Teatro Nacional, junto al actor cómico Juan Verdaguer, y los actores Alfredo Barbieri, Joe Rigoli, Pete Martin, Franca Alario y Betty Eleta.[5]
- 1966: La Moda Viene con Botas, en el Teatro El Nacional, con Adolfo Stray, Nélida Roca, Roberto García Ramos, Alfredo Barbieri, Pete Martin y Dringue Farias.
- 1965: Mi Bello Damo , junto con Adolfo Stray, Nélida Roca, Thelma Tixou, Gogó Andreu, Los Cinco Latinos, Alberto Anchart y Santiago Bal.
- 1964: ¡Esto es Paris! Teatro El Nacional con Nélida Roca, Adolfo Stray, Gogó Andreu, Pepe Parada, Silvia Scott, Rafael Carret y Pablo Del Río.
- 1964:¡La Revista está Loca…Loca…Loca… Loca…!, en el Teatro La Comedia de Rosario con Adolfo Stray, Nélida Roca, Silvia Scott, Roberto García Ramos, Carlos Scazziotta, Pepe Parada y Pablo del Río.
- 1962: El festival del Maipo con Dringue Farías, Nélida Roca, Pepe Parada, Vicente Rubino, Alfredo Barbieri y elenco.